# Halictus transbaikalensis
Halictus transbaikalensis är en biart som beskrevs av Blüthgen 1933. Halictus transbaikalensis ingår i släktet bandbin, och familjen vägbin. Inga underarter finns listade i Catalogue of Life.